# Leopoldstadt
Leopoldstadt ([ˈleːopɔltˌʃtat]ⓘ) is het tweede district van Wenen. Het ligt - samen met het district Brigittenau - op het eiland tussen Donau en Donaukanaal. Leopoldstadt is vooral bekend om het Prater. In de tijd waarin Oostenrijk tot Adolf Hitlers Derde Rijk behoorde, was hier het joodse getto van Wenen gevestigd. Sinds het Europees kampioenschap voetbal 2008 wordt de wijk via een uitbreiding van metrolijn U2 verbonden met het stadscentrum.